# Papa Paul al VI-lea
Papa Paul al VI-lea, născut Giovanni Battista Enrico Antonio Maria Montini, (n. 26 septembrie 1897, Concesio, Lombardia, Italia – d. 6 august 1978, Vatican) a fost Papă al Bisericii Catolice între 1963 și 1978. A fost beatificat în anul 2014 și canonizat în anul 2018.

## Viața și cariera timpurie
S-a născut la Concesio (Lombardia) într-o familie bogată din clasa superioară a societății. Tatăl său a fost un avocat nepracticant, reprofilat ca editor și un curajos susținător al acțiunilor sociale. Giovanni era un copil firav dar inteligent, care a făcut primele studii pe lângă iezuiți, în Brescia, aproape de casă. Chiar și după intrarea în seminar (în 1916), i s-a permis să locuiască acasă din motive de sănătate. După hirotonirea sa în 1920, a fost trimis la Roma pentru a studia la Universitatea Gregoriană și la Universitatea din Roma, dar în 1922 a fost transferat la Academia dei Nobili Ecclesiastici pentru a studia diplomația, continuându-și studiile de Drept Canonic la Universitatea Gregoriană. 
În 1923 este trimis la Varșovia ca atașat pe lângă nunțiatură, dar este chemat la Roma (în 1924), datorită efectelor iernii grele poloneze asupra sănătății sale. În același an a fost  numit la biroul Secretariatului de Stat, unde a rămas pentru următorii treizeci de ani. Pe lângă activitatea didactică la Academia de Nobili Ecclesiastici, a fost numit capelan al Federației Studenților Universitari Italieni (FUCI), o numire care avea să aibă un efect hotărâtor asupra relațiilor sale cu fondatorii Partidului Creștin Democrat de după al doilea război mondial.
În 1937 este numit locțiitor pentru probleme obișnuite, pe lângă Cardinalul Pacelli, secretar de stat, și-l însoțește pe acesta la Budapesta, la Congresul Internațional Euharistic (în 1938). După ce Cardinalul Pacelli a fost ales ca Papa Pius al XII-lea în 1939, Montini este reconfirmat pe poziția sa pe lângă noul secretar de stat, Cardinalul Luigi Maglione. 
După moartea Cardinalul Luigi Maglione în 1944, Montini continuă să-și desfășoare activitatea sub autoritatea directă a papei. În timpul celui de-al doilea război mondial a fost responsabil cu organizarea extinsei activități de ajutorare și de îngrijire a refugiaților politici.

## Arhiepiscop de Milano
În consistoriul secret din 1952 papa Pius al XII-lea a anunțat că avusese intenția să-i numească pe Montini și pe Domenico Tardini în Sfântul Colegiu dar că ambii au cerut să fie scutiți de obligativitatea acceptării. În schimb, papa Pius al XII-lea  le-a conferit ambilor  titlul de pro-secretar de stat. În anul următor Montini a fost numit arhiepiscop de Milano, dar încă fără titlul de cardinal. Și-a luat în primire noul sediu în ianuarie 1955 și curând s-a făcut cunoscut ca "arhiepiscopul muncitorilor". A revitalizat întreaga diaceză, a predicat mesajul social al Evangheliei, a depus eforturi pentru recâștigarea clasei muncitoare în favoarea cauzei catolice, a promovat educația catolică la toate nivelurile și a susținut presa catolică. Impactul său asupra orașului Milano în această perioadă a fost atât de mare încât a atras atenția lumii întregi. La conclavul din 1958, numele său a fost frecvent menționat. La primul consistoriu al papei Ioan al XXIII-lea, din decembrie 1958, a fost unul din cei 23 de prelați  promovați la rangul de cardinal, iar numele său era în vârful listei. Răspunsul său la convocarea la Conciliu a fost prompt și chiar înainte de acesta, Montini era considerat un adept puternic al principiului colegialității. A fost numit membru în Comisia centrală preparatoare a Conciliului Vatican II și în comisia de organizare din punct de vedere tehnic.

## Papă
După moartea papei Ioan al XXIII-lea la data de 3 iunie 1963, Montini a fost ales ca succesor al acestuia în ziua de 21 iunie 1963. Cu această ocazie și-a luat numele de Paul al VI-lea. În primul său mesaj adresat lumii, papa Paul al VI-lea s-a angajat să continue opera începută de predecesorul său. În cursul pontificatului său, tensiunea dintre primatul papal și colegialitatea episcopală a fost motiv de conflict. 
La 14 septembrie 1965 a anunțat înființarea Sinodului Episcopilor cerut de părinții conciliari, dar anumite probleme care ar fi trebuit să fie discutate de sinod, au fost rezervate pentru competența pontificală. Celibatul, discutat în cea de-a patra sesiune a Conciliului, a fost tema unei enciclici din 24 iunie 1967; reglementarea doctrinară nașterilor a fost tratată în ultima sa enciclică "Humanae vitae" din 24 iulie 1968. Controversele asupra acestor două luări de poziție au marcat ultimii ani ai pontificatului său.
Papa Paul al VI-lea a avut o presă extrem de săracă și imaginea sa publică a suferit din cauza comparației cu jovialul său predecesor. Cei care l-au cunoscut mai bine, oricum, îl descriu ca pe un om strălucit, profund spiritual, umil, rezervat și blând, un om de o "curtoazie infinită". A fost unul dintre papii care a călătorit cel mai mult și primul care a vizitat cele cinci continente. Corpusul remarcabil al gândirii sale trebuie descoperit în multiplele sale mesaje și scrisori, ca și în majoritatea discursurilor sale. Încheierea plină de succes a Conciliului Vatican II a marcat istoria Bisericii, dar istoria își va aminti și de riguroasa sa reformă a Curiei Romane, mesajul său de salut la ONU din 1965, enciclica sa Populorum progressio (din 1967), a doua mare scrisoare socială a sa Octogesima adveniens (din 1971) - prima care a arătat conștientizarea multor probleme care abia fuseseră scoase la lumină - și îndemnul său apostolic Evangelii nuntiandi, ultima sa declarație importantă care atingea în punctul central ideea de eliberare și mântuire.

### Relațiile cu Biserica Ortodoxă
În anul 1964 s-a întâlnit la Ierusalim cu patriarhul Athenagoras I de Constantinopol. A fost cea dintâi întâlnire dintre primații Bisericilor Romei și Constantinopolului după 1439 (Conciliul de la Florența). Cei doi primați s-au întâlnit din nou la Istanbul, în 1967, apoi, încă o dată, în același an, în timpul vizitei patriarhului la Vatican. În 1965, ei s-au pus de acord asupra revocării decretelor de excomunicare reciprocă din 1054: cardinalul Humbert de Moyenmoutier și patriarhul Mihail I Cerularie se excomunicaseră reciproc în Catedrala Sfânta Sofia din Constantinopol, fapt care a condus la ruptura durabilă dintre cele două biserici.
Papa Paul al VI-lea a făcut una din cele mai importante contribuții teologice și doctrinare: prin declarația Nostra Aetate din 28 octombrie 1965, Vaticanul a adoptat o atitudine egalitară față de întreaga umanitate și a exculpat poporul evreu de acuzațiile legate de moartea lui Isus.

### Relațiile cu Blocul Comunist
În data de 19 februarie 1969 l-a primit în audiență publică, iar în 22 februarie 1969 în audiență privată pe episcopul Joseph Schubert, fost administrator apostolic al Arhidiecezei de București, căruia autoritățile comuniste i-au permis plecarea din România, după 13 ani de detenție și 5 ani de domiciliu obligatoriu.
Concomitent cu destinderea americano-sovietică din anii 1970 papa Paul al VI-lea a inițiat o nouă Ostpolitik a Bisericii Catolice față de blocul comunist. În data de 26 mai 1973 l-a primit în audiență pe Nicolae Ceaușescu, care s-a arătat interesat de reglementarea situației Bisericii Române Unite prin trecerea greco-catolicilor la ritul latin (romano-catolic), propunere respinsă de Vatican.
La sfârșitul anului 1973 ambasada română de la Roma transmitea informații legate de faptul că „în acest an au avut loc cu regularitate întâlniri ale ambasadorului sovietic la Roma (...) cu șeful diplomației Vaticanului, Agostino Casaroli.”

## Moartea și funeraliile
Papa Paul al VI-lea a fost victima unei crize cardiace la sfârșitul după-amiezii din 6 august 1978, în reședința sa de vară de la Castel Gandolfo. A murit patru ore mai târziu, la ora 21.00, în sărbătoarea Schimbării la Față.
A cerut ca funeraliile sale să fie simple, fără catafalc și fără monument pe mormânt.
A fost înhumat la 12 august 1978, potrivit dorințelor sale, în grotele Vaticanului, după o ceremonie care a avut loc în Piața Bazilicii Sf. Petru din Roma.

## Beatificarea și canonizarea
Procesul de beatificare a papei Paul al VI-lea a fost deschis în 1993, în timpul pontificatului papei Ioan Paul al II-lea. Papa Benedict al XVI-lea l-a proclamat fericit la 20 decembrie 2012.. Papa Francisc l-a canonizat în data de 14 octombrie 2018, alături de arhiepiscopul Oscar Romero.